# Jamalpur (Bangladesch)
Jamalpur (bengalisch জামালপুর Jāmālapur; = „Schöne Stadt“) ist eine Stadt im Norden von Bangladesch. Sie ist Verwaltungssitz des 1978 gebildeten Distrikts Jamalpur, einem der sechs Distrikte (Jamalpur, Kishoreganj, Maimansingh, Netrokona, Sherpur und Tangail) in der 2015 neugebildeten Division Maimansingh. Zuvor war der Distrikt Teil der Division Dhaka.

## Geographische Lage
Die Stadt liegt etwa 140 km nördlich der Landeshauptstadt Dhaka und 45 km nordwestlich von Maimansingh am rechten Ufer des Alten Brahmaputras, dem ehemaligen Hauptstrom des Brahmaputras, dessen Hauptverlauf, die Jamuna, sich seit der plötzlichen Änderung in den 1780er Jahren 25 Kilometer weiter westlich befindet.

## Bevölkerung
Die Einwohnerzahl ist seit der ersten Volkszählung nach der Unabhängigkeit des Landes stetig und stark angestiegen:
- 1974: 60.261
- 1981: 91.692
- 1991: 103.556
- 2001: 123.533
- 2011: 150.172

## Wirtschaft
Jamalpur ist ein Verkehrsknotenpunkt und lokales Zentrum für die Vermarktung und Weiterverarbeitung der Agrarprodukte der Umgebung: Reis, Zuckerrohr, Jute, Tabak, Senfkörner, Weizen und Linsen.

## Verkehr
Die Stadt ist nördlicher Endpunkt der nördlich von Dhaka beginnenden Nationalstraße N4 und Kreuzungspunkt einer Anzahl wichtiger, in alle Himmelsrichtungen führender Regionalstraßen, darunter die R460, die bei Jamalpur den Alten Brahmaputra überquert. Die nächsten Brücken über den Fluss befinden sich 45 km weiter südöstlich in Maimansingh bzw. 17 km nordwestlich bei Melandaha.
Ebenso ist die Stadt ein wichtiger Bahnknotenpunkt. Die bedeutendste durch Jamalpur verlaufende Bahnstrecke ist die von Dhaka über Maimansingh kommende und weiter nach Nordwesten führende Strecke, die einst bei Dewanganj den Fähranleger von Bahadurabad (Bahadurabad Railway Ferry Ghat) an der Jamuna erreichte. Mit der Eröffnung der 4,8 km langen Bangabandhu-Brücke bei Sirajganj im Jahre 1998, die erstmals eine feste Bahn- und Straßenverbindung zwischen den von der Jamuna getrennten Landesteilen Bangladeschs herstellte, verloren die beiden zuvor so wichtigen Fährverbindungen über den Fluss ihre Bedeutung. Der danach nur noch begrenzt betriebene Güterfährbetrieb am Bahadurabad Ghat wurde im Jahre 2010 wegen einer neuen Sandbank im Fluss gänzlich eingestellt. Die von Dhaka kommenden und in Jamalpur haltenden Personenzüge enden heute in Dewanganj Bazar.
Von dieser Hauptlinie zweigt in Jamalpur eine Linie nach Südwesten ab, die über Tarakandi und von dort nach Süden bis zur Bangabandhu Setu East Railway Station und damit zur Bangabandhu-Brücke verläuft; bis 1998 endete diese Strecke bereits in Jagannathganj Ghat, wo bis zur Eröffnung der Bangabandhu-Brücke die andere Eisenbahnfähre über die Jamuna südwestlich nach Sirajganj fuhr.

## Persönlichkeiten
- Shorna Akter (* 2007), Cricketspielerin